# Antidesmatoideae
Sous-famille
Les Antidesmatoideae sont une sous-famille de plantes à fleurs de la famille des Phyllanthaceae.
Le genre type est Antidesma.

## Liste des sous-taxons
Tribus:
- Antidesmateae
- Bischofieae
- Jablonskieae
- Scepeae
- Spondiantheae
- Uapaceae

## Publication originale
- Isao Hurusawa, J. Fac. Sci. Univ. Tokyo, sec. 3, Bot, 6(6): 321, 340. (1954).